# تمب طلا
تمب طلا در شهرستان مهر، بخش گله‌دار، روستای چاه سورک واقع شده و این اثر در تاریخ ۱۱ شهریور ۱۳۸۲ با شمارهٔ ثبت ۹۸۴۱ به‌عنوان یکی از آثار ملی ایران به ثبت رسیده است.